# Cun cút choi choi
Cun cút choi choi (Ortyxelos meiffrenii) là một loài chim trong họ Cun cút.